# Crist abraçat a la creu (El Greco, Tipus-III)

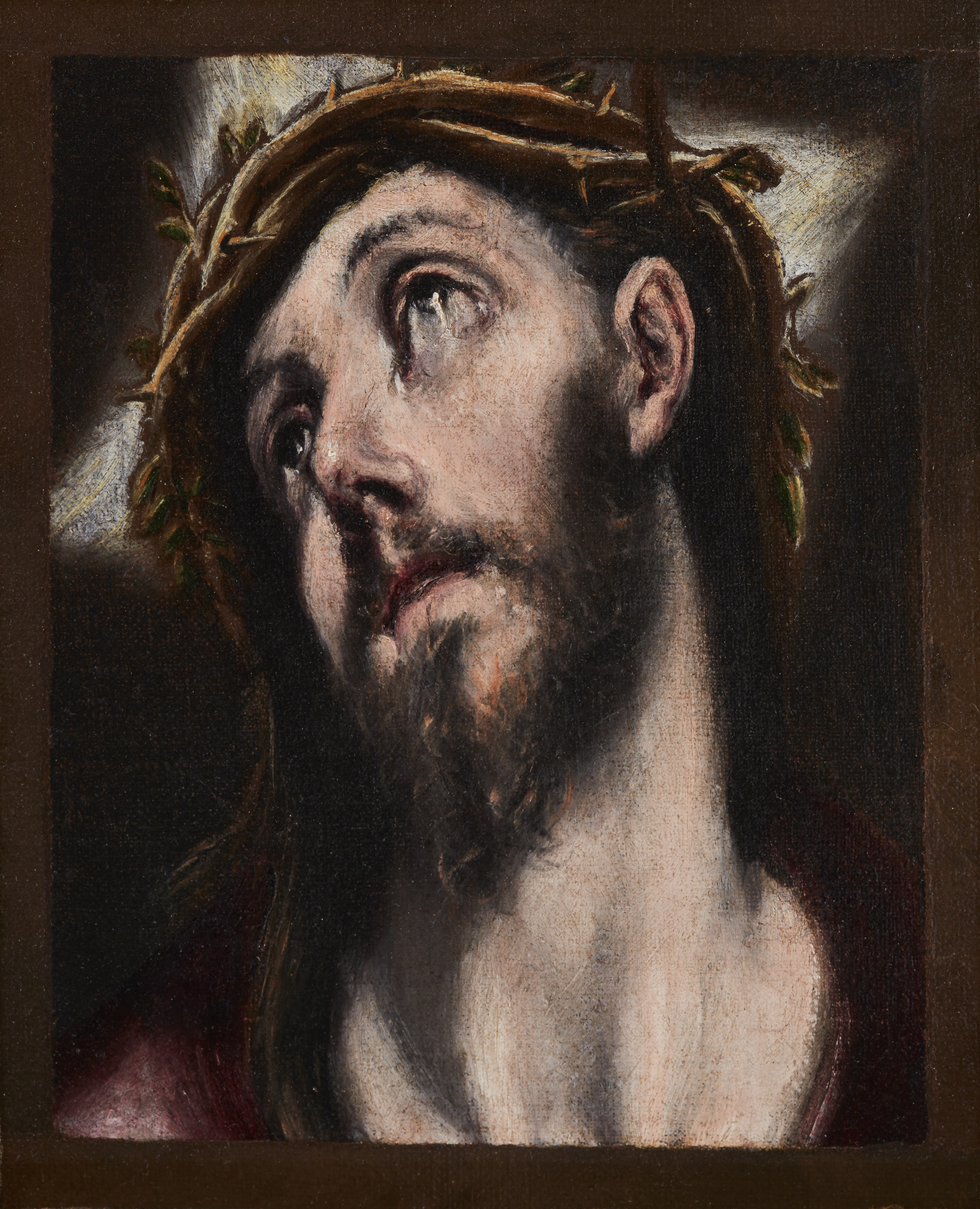
"Crist abraçat a la Creu" Tipus-III, Còpia de l'obrador d'El Greco, actualment al Museu d'Indianàpolis.

El tercer Tipus de Crist abraçat a la Creu, segons les tipologies establertes per Harold Wethey, és força diferent dels Tipus anteriors. Han arribat fins als nostres dies tres obres autògrafes d'El Greco, d'aquesta Tipologia, catalogades per Wethey amb els Ns. 59, 59-A i 60.

## Temàtica de l'obra
Com a les Tipologies anteriors, es pot interpretar com un descans en el camí fet per Jesús de Natzaret, camí del Gòlgota, o potser la Creu sigui en aquest cas un símbol de la tasca individual per a suportar les dificultats espirituals quotidianes.

## Anàlisi de l'obra
Signat amb fines lletres cursives gregues, a la base de la Creu.
En aquesta tipologia Jesús no mira endavant sinó que es gira cap enrere, al temps que aixeca l'esguard vers el Cel. Tampoc veiem els dos braços de la Creu, sinó únicament una part d'el braç més llarg, que continuaria fora del quadre, i que queda en posició vertical, subjecte pel braç esquerre de Jesús.
Josep Gudiol i Ricart remarca que l'esguard de Crist està plasmat en un escorç dificilíssim, i tanmateix magníficament resolt, sense distorsió formal, fet que manifesta el total mestratge d'El Greco en el domini del dibuix.
Jesús i la Creu tampoc están situats davant un cel tempestuós com a les versions anteriors. En aquesta versió, veiem un fons neutre, que indica que aquest quadre potser era una guía de meditació, més que no una mera imatge devocional.

## Altres versions del Tipus-III
- Museu de Brooklyn; Nova York; Oli sobre llenç; 64,5 × 53,2 cm.; Ssgnat amb lletres gregues cursives a la Creu, sota la mà.
- Getafe; Comunitat de Madrid; Oli sobre llenç: 67 × 50 cm.; signat a la Creu, sota la mà, amb lletres cursives gregues; deteriorat pel foc, és impossible jutjat la seva qualitat original.[5]

## Còpies
- Indianapolis Museum of Art; Indianápolis; Estats Units d'Amèrica; 23 × 18 cm.; Oli sobre llenç; Escola d'El Greco; Principis del s. XVII; Còpia de només el cap de Crist[6]